# Gisela Neubauer
Gisela Neubauer (* 18. November 1937 in Nordhofen) ist eine deutsche  Politikerin (CDU).

## Leben
Neubauer besuchte die Volksschule Oberhaid und die Kreisberufsschule des Unterwesterwaldkreises (Hauswirtschaftliche Abteilung) Siershahn während sie eine Hauswirtschaftslehre in der Mausmühle zu Nordhofen machte. Sie legte einen Abschluss als Gehilfin in der Hauswirtschaft ab und besuchte dann die Landwirtschaftsschule Montabaur. Später arbeitete sie als Hausfrau.

## Politik
1968 trat sie der CDU bei und war von 1989 bis 1993 Kreisvorsitzende der CDU Rhein-Hunsrück. Sie war Vorsitzende der Frauen Union im Gemeindeverband Emmelshausen und wurde 1973 Vorsitzende der CDU-Frauenvereinigung Rhein-Hunsrück. Ab 1984 war sie Mitglied des Kreistags Rhein-Hunsrück.
1987 wurde sie in den elften Landtag Rheinland-Pfalz gewählt. Sie rückte für Klaus Töpfer nach, der sein Mandat nicht angenommen hatte. Sie gehörte dem Landtag zwei Wahlperioden lang bis 1996 an. Im Landtag war sie in der 11. Wahlperiode Schriftführende Abgeordnete und Mitglied im Ausschuss für Frauenfragen, Ausschuss für Wirtschaft und Verkehr, Petitionsausschuss und Wahlprüfungsausschuss. In der 12. Wahlperiode war sie Mitglied im Ausschuss für Wirtschaft und Verkehr und im Petitionsausschuss.
Daneben war sie in einer Vielzahl von Vereinen ehrenamtlich tätig.

## Auszeichnungen
- Bundesverdienstkreuz am Bande
- Verdienstorden des Landes Rheinland-Pfalz (2007)
- Ehrung für 25-jährige Tätigkeit im Kreistag Rhein-Hunsrück
- Ehrungen des Landkreises Rhein-Hunsrück und des Landkreistags Rheinland-Pfalz